# البطولة الوطنية المجرية 1930–31
البطولة الوطنية المجرية 1930–31 (بالمجرية: 1930–1931-es magyar labdarúgó-bajnokság)‏ هو الموسم 28 من  البطولة الوطنية المجرية. أشرف على تنظيمه اتحاد المجر لكرة القدم، وكان عدد الأندية المشاركة فيه  12، وفاز فيه نادي أويبست.